# Elettrotreno BVG 480
L'elettrotreno serie 480 della Berliner Verkehrs-Betriebe, ora della Deutsche Bahn, è un elettrotreno composto di due elementi progettato per l'esercizio sulla rete S-Bahn di Berlino Ovest, per sostituire gli obsoleti treni della serie 275 della Deutsche Reichsbahn.